# Фарвелл (Міннесота)
Фарвелл (англ. Farwell) — місто (англ. city) в США, в окрузі Поуп штату Міннесота. Населення — 56 осіб (2020).

## Географія
Фарвелл розташований за координатами 45°45′10″ пн. ш. 95°37′7″ зх. д. / 45.75278° пн. ш. 95.61861° зх. д. (45.752738, -95.618570).  За даними Бюро перепису населення США в 2010 році місто мало площу 0,75 км², уся площа — суходіл. В 2017 році площа становила 0,66 км², уся площа — суходіл.

## Демографія
Згідно з переписом 2010 року, у місті мешкала 51 особа в 27 домогосподарствах у складі 14 родин. Густота населення становила 68 осіб/км².  Було 30 помешкань (40/км²).
Расовий склад населення:
| - 100,0 % — білих |

До двох чи більше рас належало 0,0 %. Частка іспаномовних становила 0,0 % від усіх жителів.
За віковим діапазоном населення розподілялося таким чином: 15,7 % — особи молодші 18 років, 66,7 % — особи у віці 18—64 років, 17,6 % — особи у віці 65 років та старші. Медіана віку мешканця становила 49,5 року. На 100 осіб жіночої статі у місті припадало 88,9 чоловіків;  на 100 жінок у віці від 18 років та старших — 95,5 чоловіків також старших 18 років.
Середній дохід на одне домашнє господарство  становив 40 504 долари США (медіана — 43 056), а середній дохід на одну сім'ю — 39 493 долари (медіана — 31 250). Медіана доходів становила 19 375 доларів для чоловіків та 27 500 доларів для жінок. За межею бідності перебувало 21,8 % осіб, у тому числі 50,0 % дітей у віці до 18 років та 5,6 % осіб у віці 65 років та старших.
Цивільне працевлаштоване населення становило 26 осіб. Основні галузі зайнятості: освіта, охорона здоров'я та соціальна допомога — 26,9 %, виробництво — 23,1 %, сільське господарство, лісництво, риболовля — 19,2 %.